# Železniční trať Rožňava–Dobšiná
Železniční trať Rožňava–Dobšiná (v jízdním řádu pro cestující označená číslem 167) je jednokolejná neelektrizovaná trať na Slovensku, která spojuje Rožňavu s Dobšinou.

## Historie
Při stavbě železnice povodím řeky Slaná v druhé polovině 19. století se uvažovalo o trasování přes Rožňavu a Dobšinou k obci Mlynky, kde by se napojila na Košicko-bohumínskou dráhu. Úsek Lenartovice–Rožňava byl uveden do provozu 1. června 1874 a už 20. července byl dokončen úsek do Dobšiné.
K oživení myšlenky propojit tzv. Gemerské spojky došlo při zabrání jižních oblastí Slovenska Maďarskem těsně před druhou světovou válkou. Část důležitých železnic připadla okupantům a jednou z možností bylo propojit existující železnice a vytvořit tak nové spojení východ-západ. Mnohé projekty byly rozpracované, ale ukončením války a oživením původních hranic jejich potřeba pominula. Mezi nerealizované se tak dostal i úsek z Dobšiné, který měl dvojicí spirálových tunelů překonat Dobšinský kopec a napojit jižní trať na hlavní spojnici země.
Osobní doprava byla přerušena 2. února 2003.

## Stanice a zastávky
- Rožňava – křižovatka s tratí 160 (Zvolen – Košice) = sídlo řídicího dispečera pro řízení zjednodušené vlakové dopravy v úseku Rožňava–Dobšiná
- Rožňava predmestie
- Rožňava mesto
- Nadabula
- Betliar
- Gemerská Poloma
- Henckovce
- Nižná Slaná obec
- Nižná Slaná
- Gočovo
- Vlachovo obec
- Vlachovo
- Dobšiná